# Хазіра – Вапі
Хазіра – Вапі – газопровід у індійському штаті Гуджарат, який належить компанії Gujarat State Petronet Limited (GSPL).
На початку 2000-х років вирішили узятись за повномасштабну газифікацію штату Гуджарат із використанням ресурсу офшорних родовищ, виявлених у Камбейській затоці поблизу узбережжя штату. При цьому в 2001 році став до ладу газопровід довжиною 14 км та діаметром 900 мм від маніфольду родовища Хазіра до району Мора, а в 2002-му ввели в дію перемичку довжиною 6 км з діаметром 600 мм, за допомогою якої підключили установку підготовки Сувалі, що обслуговувала родовище Лакшмі (можливо відзначити, що в цей же період в Індії почали спорудження терміналів по прийому зрідженого природного газу, один з яких, введений у дію в 2005 році, розташований саме в Хазірі).
Із Мора блакитне паливо спрямували на північ (трубопровід Хазіра – Бхедбут) та на південь. В останньому випадку у 2007 році ввели в дію газопровід довжиною 129 км з діаметром 750 мм, що подав ресурс до потужної індустріальної зони Вапі
В районі Атакпарді трубопровід Мора – Вапі сполучили із введеною у дію наприкінці 2000-х газопровідною системою Схід – Захід, спорудженою для подачі продукції родовищ Бенгальської затоки.